# Jet (Tankstelle)

Jet-Logo

Jet ist der Markenname des Tankstellennetzes und der Mineralölprodukte der US-amerikanischen Mineralölgesellschaft Phillips 66, die 2012 durch Aufspaltung der ConocoPhillips entstand.
Die Marke betrieb Mitte 2024 in Deutschland 815 Tankstellen und in Österreich 154. Im Mai 2025 vereinbarte ein Konsortium um die Investmentfirmen Energy Equation Partners und Stonepeak die Übernahme eines Anteils von 65 % an einem Netz von 970 Tankstellen der Phillips 66, von denen 843 unter der Marke Jet geführt werden, für umgerechnet rund 1,5 Milliarden Euro. Beliefert werden sie weiterhin aus der MiRO-Raffinerie von Phillips 66. Die restlichen 35 Prozent behält Philips 66 über ein neues Gemeinschaftsunternehmen.

## Geschichte

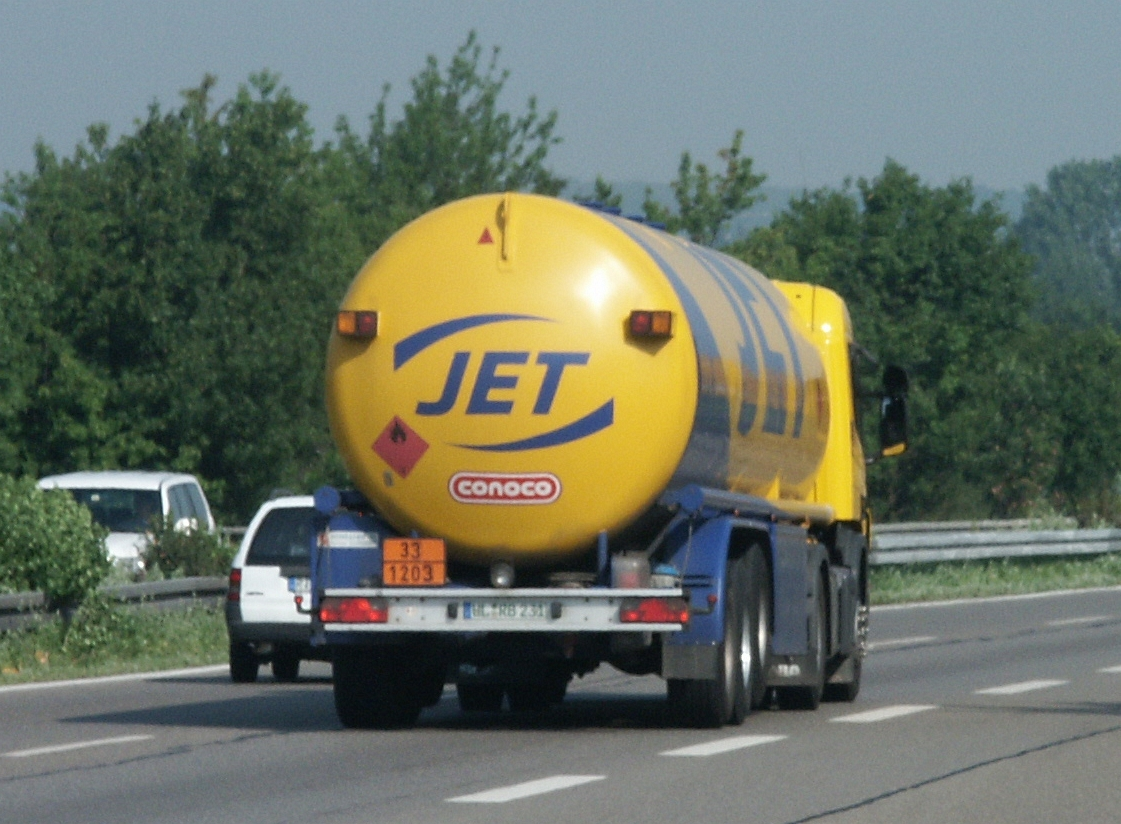
Jet-Tanklastwagen

Der Brite Bill Roberts verwendete 1953 in Rotherham in der englischen Grafschaft Yorkshire erstmals den Markennamen „Jet“ für sein zukünftiges Tankstellenunternehmen. Der Name entstand aus der Buchstabenkolonne auf dem Nummernschild seines ersten Tankwagens: JET 855. Roberts erste Tankstelle war eine kleine Station auf einem privaten Grundstück und konnte günstig betrieben werden, da außer Tanken kein weiterer Service angeboten wurde. Daraus entwickelte sich die das Markenbild prägende Discounter-Strategie.
1960 wurde die Marke von dem amerikanischen Ölmulti Conoco in Deutschland eingeführt, wo der Konzern Mitte der 1980er Jahre – kurz nach der Übernahme von Conoco durch den US-Chemie-Konzern DuPont – bereits rund 5 Prozent des deutschen Treibstoffgeschäfts mit seinen Jet-Tankstellen beherrschte. Ausschlaggebend dafür war eine Nischenpolitik, mit der sich Jet als günstiger Anbieter von Markenkraftstoff genau zwischen die Märkte der großen Markengesellschaften und der Unabhängigen drängte.
377 Tankstellen in Belgien, Luxemburg, Tschechien, Ungarn, Polen, der Slowakei und Finnland wurden im Dezember 2006 vom russischen Ölkonzern Lukoil übernommen. ConocoPhillips erhielt im Gegenzug eine Beteiligung von 20 % an Lukoil, die bis zum Jahr 2012 sukzessive wieder veräußert wurde. Das Umflaggen der Jet-Tankstellen auf den Namen Lukoil erfolgte bis 2009, sodass der Markenname JET in diesen Ländern aus dem Straßenbild verschwand.
Bereits 1996 erwarb die norwegische Statoil das Jet-Tankstellennetz in Irland. Ende 2007 wurden auch die Tankstellen in Dänemark, Norwegen und Schweden an Statoil verkauft, die den Markennamen in den nordischen Ländern zunächst weiternutzte. 2014 wurden die Stationen in Dänemark und Schweden in INGO umbenannt. In Dänemark war die Umbenennung im August 2014 abgeschlossen. In Norwegen ist die Marke schon seit ungefähr 2010 nicht mehr präsent.
2012 gliederte ConocoPhillips das Endkundengeschäft aus und gründete die Tankstellen-Betreiber-Gesellschaft Phillips 66, die weltweit rund 14.000 Mitarbeiter beschäftigt. Hauptsitz der Phillips 66 Company ist Houston (Texas), Sitz der JET Tankstellen Deutschland GmbH ist Hamburg; der Umsatz betrug 8,9 Mrd. Euro (2023).
Das Unternehmen verarbeitet und vermarktet Mineralölprodukte in über 15 Ländern und betreibt insgesamt rund 10.000 Tankstellen in den USA, Deutschland, Großbritannien, Österreich und (in einem Joint Venture) auch in der Schweiz.

## Präsenz in Deutschland

### Tankstellennetz

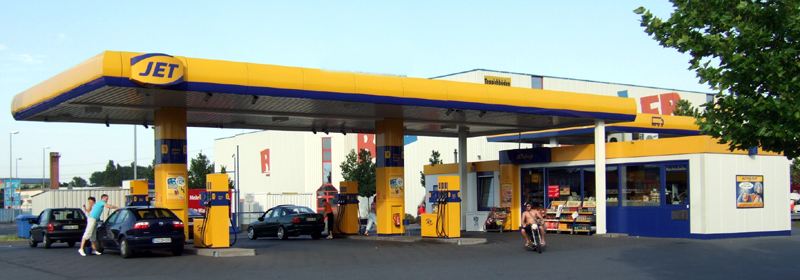
Jet-Tankstelle

Im Jahr 2010 hatte Jet in Deutschland einen Marktanteil von etwa 10 Prozent. Im März 2021 lag Jet mit 843 Tankstellen auf Rang 6 hinter Aral, Shell, Total, Esso und Avia.
Mit Stand 31. Dezember 2022 betrieb die Marke 815 Tankstellen in Deutschland. Die meisten Jet-Tankstellen in Deutschland sind in dem gelb-blauen Markendesign gehalten und mit dem Jet-Logo gekennzeichnet. Etwa 180 Stationen werden als so genannte Supermarkt-Tankstellen geführt, die äußerlich nicht als Jet-Tankstellen zu erkennen sind. Die Jet nach dem Verteiler zustehenden 15 Autobahntankstellen sind an Aral verpachtet und werden auch unter dieser Marke geführt (Stand 2022).
Im April 2024 gab der Mutterkonzern Phillips 66 den Verkauf aller 815 Tankstellen in Deutschland und 154 Standorte in Österreich bekannt, um sich auf das Raffineriegeschäft zu konzentrieren. Stand April 2025 wurden die Tankstellen weiter unter dem Namen Jet betrieben.

### Produkte
Jet bietet in Deutschland fünf Kraftstoffe an: Diesel, Super E10 (95 Oktan), Super E5 (95 Oktan), Super Plus (98 Oktan) und Autogas. Premiumprodukte wie V-Power (Shell) oder Ultimate (Aral) werden nicht angeboten.

### Werbung
Jet veröffentlichte 2002 in einigen deutschsprachigen Zeitschriften eine Anzeige, die ein Foto einer Familie mit sechs Kindern und der Bildunterschrift „Günstiger tanken, Geld für Kondome haben“ zeigte.
Katholische Familienverbände, die damalige bayerische Familienministerin Christa Stewens (CSU) und andere protestierten.
Jet verlautbarte, die Anzeige sei als eine humorvoll gemeinte Aufforderung zum preisgünstigen Tanken gemeint gewesen. Man habe nicht die Absicht gehabt, Familien zu kränken.
Von 2006 bis 2022 warb Jet mit Comicfiguren aus der Feder von Rötger „Brösel“ Feldmann und dem Slogan „Schlauer ist das.“
2022 gab es eine Neuausrichtung der Werbung von Jet. Sie enthält nun Echtbilder von „mobilen Menschen“.

### Trivia
Eine Miniatur-Jet-Tankstelle befindet sich im Miniatur Wunderland in Hamburg. Sie wurde mehrfach umgebaut. Eine Besonderheit liegt darin, dass der Preismast die realen Preise der nahen Jet-Station in der Amsinckstraße anzeigt.

### Shops
Zum Jahreswechsel 2005/06 sorgte der Konkurrenzkampf zwischen dem Edeka-Konzern und dem Frechener Lebensmittelgroßhändler Lekkerland um die Belieferung der Jet-Tankstellenshops für Aufsehen in der Einzelhandelsbranche. Nachdem die Geschäfte bis dahin von der Edeka-Tochter Spar betrieben wurden, stand überraschend ein Lieferantenwechsel im Raum. Anfang 2006 wurde dann eine Zusammenarbeit zwischen Edeka und Lekkerland vereinbart, die auf drei Jahre befristet war. In dieser Zeit versorgten die beiden Shoplieferanten die Jet-Tankstellen gemeinsam. Heute betreibt der Hamburger Edeka-Konzern die Jet-Tankstellenshops unter dem Namen „Spar Express“ wieder allein und plant, sein Geschäft auf andere Tankstellenbetreiber auszudehnen.